# Game 6
Pour plus de détails, voir Fiche technique et Distribution.
Game 6 est une comédie dramatique américaine de Michael Hoffman, sortie en 2005.

## Synopsis
Lors de la série mondiale 1986, la série finale des Ligues majeures de baseball américain, un dramaturge fuit la première de sa nouvelle pièce de théâtre pour ne pas rater le sixième match qui oppose les Mets de New York et les Red Sox de Boston.

## Fiche technique
- Titre original et français : Game 6
- Réalisation : Michael Hoffman
- Scénario : Don DeLillo
- Histoire originale : Don DeLillo
- Production : Griffin Dunne, Amy Robinson et Bryan Iler
- Musique : Yo La Tengo
- Photographie : David M. Dunlap
- Montage : Camilla Toniolo
- Société de distribution : Kindred Media Group
- Pays d'origine :  États-Unis
- Langue : Anglais
- Format : Couleur - 35 mm
- Genre : Comédie dramatique
- Durée : 87 minutes
- Dates de sortie :    
  -  États-Unis : janvier 2005 (Festival du film de Sundance)
  -  États-Unis : 10 mars 2006

## Distribution
- Michael Keaton : Nicky Rogan
- Robert Downey Jr. : Steven Schwimmer
- Bebe Neuwirth : Joanna Bourne
- Griffin Dunne : Elliott Litvak
- Catherine O'Hara : Lillian Rogan
- Ari Graynor : Laurel Rogan
- Shalom Harlow : Paisley Porter
- Nadia Dajani : Renee Simons
- Harris Yulin : Peter Redmond
- Roger Rees : Jack Haskins
- Tom Aldredge : Michael Rogan
- Lillias White : Toyota Moseby
- Amir Ali Said : Matthew
- Harry Bugin : Dodgie

## Commentaires
Il s'agit d'une adaptation d'un scénario écrit par l'écrivain américain Don DeLillo. Michael Keaton et Robert Downey Jr. rejoueront ensemble onze ans plus tard dans Spider-Man: Homecoming.
De plus, le film a des similitudes avec Birdman d'Alejandro González Iñárritu où Keaton interprète non plus un dramaturge mais un acteur de théâtre.